# يوم واحد (تطبيق)
يوم واحد بالإنجليزية Day One تطبيق تدوين شخصي متاح لأجهزة أندرويد و ماك أو اس وآي أو إس. تتضمن بعض الميزات: مزامنة البيانات مع أجهزة متعددة ؛ تشفير من طرف إلى طرف ، تأليف تخفيض السعر للإدخالات ؛ الموقع والطقس والتاريخ والوقت وغيرها من البيانات الوصفية التلقائية والتذكيرات.

## تاريخ
يحتوي تطبيق اليوم الأول على خدمة تسمى النشر لنشر الإدخالات المحددة على صفحة ويب مستضافة في اليوم الأول ومشاركتها عبر فيسبوك و تويتر و تمبلر والخدمات الاجتماعية الأخرى.
في 4 فبراير 2016 ، قدم المطورون في بلوم بيلت، تطبيق اليوم الأول 2 لنظامي التشغيل ماك أو اس وآي أو إس ، مشيرًا إلى لأن الإصدار تم إعادة بناء التطبيق بالكامل. قدم التحديث إصلاحًا مرئيًا وميزات جديدة مثل المجلات والصور المتعددة.

## التشفير التام بين الأطراف
في 12 يونيو 2017 ، أضافت بلوم بيلت التشفير من طرف إلى طرف إلى تطبيق اليوم الأول 2 بعد عامين من التطوير. كان التحديث تتويجًا لخدمات المزامنة التي تم إطلاقها في عام 2015 كبديل لمزامنة آي كلاود ودروبوكس .

## روابط خارجية
- الموقع الرسمي
- رابط متجر تطبيقات iOS